# Храм Нисикубо
Храм Нисикубо (яп. 西久保神社 Нисикубо-дзиндзя) — бывший синтоистский храм в городе Тоёхара, префектуры Карафуто, в современной Сахалинской области, Россия. В результате русско-японской войны южная половина Сахалина стала территорией Японии. Храм был основан в 1915 году, а рэйсай состоялся 2 июля 1915 года. В храме почитали майора Тоёитиро Нисикубо (西久保豊一郎), героя русско-японской войны, и ещё 18 других богов. Хиромити Нисикубо старший брат майора Тоёитиро Нисикубо и тогдашний глава правительства Хоккайдо подарил храму Нисикубо меч своего покойного младшего брата. В 1945 году он был закрыт после возвращения этой территории Советским Союзом.
| Список 19 богов почитаемых в храме |
| Имя бога                           |
| ---------------------------------- |
| Тоёитиро Нисикубо                  |
| Ёсио Имамура                       |
| Итихара Томекити                   |
| Киити Кубо                         |
| Гэндзо Хаяси                       |
| Юносукэ Хакусан                    |
| Мацугоро Накадзима                 |
| Аятаро Цукамото                    |
| Сайти Сасаки                       |
| Норимацу Коидзуми                  |
| Эцудзо Масуда                      |
| Масаносукэ Кадой                   |
| Тэцутаро Онуки                     |
| Садзиро Огава                      |
| Ити Накамура                       |
| Дзиро Накатани                     |
| Каитиро Минами                     |
| Секидзо Кумазава                   |
| Ихэ Тасиро                         |